# Іґо Оґбу
Іґо Оґбу (англ. Igoh Ogbu, нар. 8 лютого 2000, Джос) — нігерійський футболіст, захисник чеського клубу «Славія».
Виступав, зокрема, за клуби «Русенборг» та «Ліллестрем», а також молодіжну збірну Нігерії.
Володар Кубка Чехії.

## Клубна кар'єра
Народився 8 лютого 2000 року в місті Джос. Вихованець юнацьких команд футбольних клубів «Гомбе Юнайтед» та «Русенборг».
У дорослому футболі дебютував 2018 року виступами за команду «Левангер», у якій того року взяв участь у 9 матчах чемпіонату. 
Своєю грою за цю команду привернув увагу представників тренерського штабу клубу «Русенборг», до складу якого приєднався 2018 року. Відіграв за команду з Тронхейма наступний сезон своєї ігрової кар'єри.
Протягом 2019—2020 років захищав кольори клубу «Согндал».
У 2021 році уклав контракт з клубом «Ліллестрем», у складі якого провів наступний рік своєї кар'єри гравця. Більшість часу, проведеного у складі «Ліллестрема», був основним гравцем захисту команди.
До складу клубу «Славія» приєднався 2023 року. Станом на 3 серпня 2023 року відіграв за празьку команду 18 матчів в національному чемпіонаті.

## Виступи за збірну
У 2019 році залучався до складу молодіжної збірної Нігерії. На молодіжному рівні зіграв у 7 офіційних матчах.

## Статистика виступів

### Статистика клубних виступів
| Сезон                  | Клуб                   | Чемпіонат              | Чемпіонат | Чемпіонат | Національний кубок | Національний кубок | Національний кубок | Континентальні кубки | Континентальні кубки | Континентальні кубки | Суперкубки | Суперкубки | Суперкубки | Усього | Усього |
| Сезон                  | Клуб                   | Ліга                   | Ігор      | Голів     | Ліга               | Ігор               | Голів              | Ліга                 | Ігор                 | Голів                | Ліга       | Ігор       | Голів      | Ігор   | Голів  |
| ---------------------- | ---------------------- | ---------------------- | --------- | --------- | ------------------ | ------------------ | ------------------ | -------------------- | -------------------- | -------------------- | ---------- | ---------- | ---------- | ------ | ------ |
| квіт.-лип. 2018        | «Левангер»             | 1D                     | 9         | 0         | КН                 | 1                  | 0                  | -                    | -                    | -                    | -          | -          | -          | 10     | 0      |
| лип.-груд. 2018        | «Русенборг»            | ЧН                     | 0         | 0         | КН                 | 0                  | 0                  | ЛЧ                   | 0                    | 0                    | СкН        | -          | -          | 0      | 0      |
| січ.-серп. 2019        | «Русенборг»            | ЧН                     | 0         | 0         | КН                 | 0                  | 0                  | ЛЧ                   | 0                    | 0                    | -          | -          | -          | 0      | 0      |
| Усього за «Русенборг»  | Усього за «Русенборг»  | Усього за «Русенборг»  | 0         | 0         |                    | 0                  | 0                  |                      | 0                    | 0                    |            | -          | -          | 0      | 0      |
| серп.-груд. 2019       | «Согндал»              | 1D                     | 15+1      | 1+0       | КН                 | -                  | -                  | -                    | -                    | -                    | -          | -          | -          | 16     | 1      |
| 2020                   | «Согндал»              | 1D                     | 26+2      | 1+0       | -                  | -                  | -                  | -                    | -                    | -                    | -          | -          | -          | 28     | 1      |
| Усього за «Согндал»    | Усього за «Согндал»    | Усього за «Согндал»    | 41+3      | 2+0       |                    | 0                  | 0                  |                      | -                    | -                    |            | -          | -          | 44     | 2      |
| 2021                   | «Ліллестрем»           | ЧН                     | 26        | 1         | КН                 | 4                  | 0                  | -                    | -                    | -                    | -          | -          | -          | 30     | 1      |
| 2022                   | «Ліллестрем»           | ЧН                     | 28        | 3         | КН                 | 0                  | 0                  | -                    | -                    | -                    | -          | -          | -          | 28     | 3      |
| Усього за «Ліллестрем» | Усього за «Ліллестрем» | Усього за «Ліллестрем» | 54        | 4         |                    | 4                  | 0                  |                      | -                    | -                    |            | -          | -          | 58     | 4      |
| січ.-черв. 2023        | «Славія»               | ЧЧ                     | 0         | 0         | КЧ                 | 0                  | 0                  | -                    | -                    | -                    | -          | -          | -          | 0      | 0      |
| Усього за кар'єру      | Усього за кар'єру      | Усього за кар'єру      | 104+3     | 6+0       |                    | 5                  | 0                  |                      | 0                    | 0                    |            | -          | -          | 112    | 6      |

## Титули і досягнення
- Володар Кубка Чехії (1):

«Славія»: 2022-2023
- Чемпіон Чехії (1):

«Славія»: 2024-2025